# История на българския език
Историята на българския език се поделя на три времеви периода:
- старобългарски (от края на 9-и до 11-и век);
- среднобългарски (от 12-и до 15-и век);
- новобългарски (от 16-и век).

Старобългарският е първият книжовен период в развитието на българския език. През този период езикът е синтетичен с богата система от склонения, което се потвърждава от редица ръкописи от края на 10-ти и началото на 11-ти век. Това са ръкописи на Преславската и Охридската книжовни школи, но и редица по-малки книжовни средища имат своя принос към писмената старобългарска традиция. Сред известните старобългарски писатели, главно от края на 9-ти и началото на 10-ти век са Константин Преславски, Йоан Екзарх, Климент Охридски, Черноризец Храбър и Наум Преславски (Наум Охридски). Повечето от техните произведения са запазени в по-късни преписи съхранили се в съседни балкански страни или в Русия.

## Име
Наименованието „старобългарски” се използва широко в края на 19-и и първата половина на 20 век, като синоним на староцърковнославянски за описание на книжовния език на редица славянски народи от 9 до 11 век. Въпреки че „старобългарски“ все още се използва в редица източници със значението на „староцърковнославянски“, нараства тенденцията името да се прилага само към езика на ръкописите създадени в Първото българско царство, изключвайки книжовните старославянски паметници на сходно наречие от други славянски страни от 9 до 11 век.

## Старобългарски език
Старобългарският език се характеризира с редица фонетични, морфологични, синтактични и лексикални черти. Някои от старобългарските лексикални характеристики са общи с други славянски езици, а други, като рефлексите на *tj ([t']) и *dj ([d']) са характерни само за българския език, отличавайки го от всички останали езици. Старобългарският се отличава фонетично с много широка артикулация на ятовата гласна (Ѣ), която е все още запазена в архаичните български родопски диалекти. 

## Среднобългарски език
В периода между 12-ти и 15-ти век структурата на старобългарския език се променя радикално, като езика от това време се нарича вече среднобългарски. Малко от тези промени са доловими днес в говоримия и писмен език, защото тенденцията към архаизъм е пречупена, но „все таки“ има такива. Езикът търпи и морфологични промени по времето на Второто българско царство. Най-значими са постепенното отпадане на падежните окончания; все по-широкото използване на предлози в синтаксиса; употребата на сравнителна и превъзходна степен, което като езикова тенденция води в рамките на Балканския езиков съюз до постепенна загуба на сложната архаична славянска падежна система, правейки българския значително по-аналитичен от останалите славянски езици. 
Най-ранната употреба на определителен член в българския език е засвидетелствана в началото на 13-и век в Добрейшевото евангелие ("злйотъ рабъ", т.е. "злият човек"). Старобългарските относителни местоимения иже, яже и еже ("който", мъжки, женски, среден род) по това време са заменени от въпросителни местоимения с наставка -то: който, която, което. В среднобългарски се появяват нови глаголи с корени от -a-, спрягащи се като старите атематични глаголи, напр. имам, имаш и т.н. (да имаш). Характерно за среднобългарския период е и появата на съкратена форма на маркера за бъдеще време - "ще" в съвременния книжовен език и "че", "ке", "ше" в диалектни форми. Маркерът произлиза от формата за сегашно време в 3-то лице единствено число на глагола "хотйети" - да искам. Преразказната глаголна форма вероятно се появява в узуса във Второто българско царство, но може да е и по-късна от османско време (15-16 век).
Среднобългарският език е книжовен административен език на Второто българско царство, както във Влашко и Молдова (до 19 век) и в Османската империя (до 16 век).  

## Новобългарски със стандартизация
Съвременният новобългарски език започва да се оформя разговорно най-рано през 16 век, и в частност през 17 век. Промените в граматиката и синтаксиса са видими от дамаскините, а през 18-ти и 19-ти век промените са се наложили повсеместно. Днешната писменост на българския език е стандартизирана на базата на българския говор през 19 век от днешна Централна и Източна България.